# Georg Tallberg
Georg Tallberg   (Hèlsinki, 6 d'abril de 1961) és un regatista finlandès, net i cosí de grans regatistes i casat amb la també regatista olímpica Anna Slunga.
El 1980 va prendre part en els Jocs Olímpics d'Estiu de Moscou, on va guanyar la medalla d'or en la categoria de la classe 470 del programa de vela. Va compartir vaixell amb Jouko Lindgren.